# Republic, Washington
Republic är administrativ huvudort i Ferry County i delstaten Washington i USA. Vid 2010 års folkräkning hade Republic 1 073 invånare.